# Miguel Abadía Méndez
Miguel Abadia Méndez (Vega de los Padres, Tolima, 5 de julho 1867 — Cundinamarca, 9 de maio de 1947) foi um jurista, escritor e político colombiano.
Foi também professor de direito constitucional na Universidade de Bogotá; ministro das Finanças (1894); conselheiro de Estado (1914-1918); ministro do governo (1922); e o 36º presidente da República, tendo exercido entre 7 de agosto de 1926 e 7 de agosto de 1930. Publicou algumas obras como o Compêndio de História Moderna e Geografia de Colômbia.